# Callaway (Nebraska)
Callaway é uma vila localizada no estado americano de Nebraska, no Condado de Custer.

## Demografia
Segundo o censo americano de 2000, a sua população era de 637 habitantes. 
Em 2006, foi estimada uma população de 616, um decréscimo de 21 (-3.3%).

## Geografia
De acordo com o United States Census Bureau, a localidade tem uma área de 1,8 km², sem área coberta por água.

## Localidades na vizinhança
O diagrama seguinte representa as localidades num raio de 36 km ao redor de Callaway. 